# Corticaria anatolica
Corticaria anatolica es una especie de coleóptero de la familia Latridiidae.

## Distribución geográfica
Habita en Turquía.